# Цариградска велика палата
Цариградска велика палата (грч. Μέγα Παλάτιον, Мега Палатион; лат. Palatium Magnum), такође познат као Света палата (грч. Ἱερὸν Παλάτιον, Хиерон Палатион; лат. Sacrum Palatium), био је велики комплекс царских византијских палата који се налазио на југоисточном крају полуострва данас познатог као Стари Истанбул (бивши Константинопољ ), у модерној Турској. Служила је као главна царска резиденција источноримских или византијских царева до 1081. године и била је средиште царске управе преко 690 година. До данас је сачувано само неколико остатака и фрагмената темеља палате.

## Историја
Када је Константин Велики поново основао Византију као Цариград 330. године, испланирао је за себе палату. Палата се налазила између Хиподрома и Аја Софије.
Комплекс палата је током своје историје више пута обнављан и проширен. Велики део комплекса је уништен током немира у Ники 532. године, а раскошно га је обновио цар Јустинијан I. Даља проширења и преправке наручили су Јустинијан II и Василије I. Међутим, палата је пропала до времена Константина VII, који је такође наредио обнову. Од раног 11. века па надаље, цареви су фаворизовали палату Влахерна као царску резиденцију, иако су наставили да користе Велику палату као примарни административни и церемонијални центар града. Она је значајно пропала током следећег века када су делови комплекса срушени или напуњени грађевинским шутом. Током пљачке Константинопоља у Четвртом крсташком рату, палату су опљачкали војници Бонифација од Монферата . Иако су каснији латински цареви наставили да користе комплекс палате, недостајало им је новца за одржавање. Последњи латински император, Балдуин II Куртенеје чак уклонио оловне кровове са палате и продао их.
Једна од највећих сала Велике палате позната као „Труло  била је место где је одржам Трећи Константинопољски сабор, који су и Римокатоличка и Источна православна црква признале као Васељенски сабор и Трулски сабор.
Сходно томе, када су град поново заузеле снаге Михаила VIII Палеолога 1261. године, Велика палата је била у запуштеном стању. Цареви из династије Палеолог су углавном напустили палату. Владали су из Влахерне и користилили су сводове палакте као затвор. Када је Мехмед II Освајач ушао у град 1453. године, затекао је палату разорену и напуштену. Док је лутао његовим празним халама и павиљонима, наводно је шапутао цитат персијског песника Саадија:
The spider is curtain-bearer in the palace of Chosroes, 
The owl sounds the relief in the castle of Afrasiyab.
Већи део палате је срушен у општој обнови Константинопоља у раним годинама отоманске ере. Подручје је првобитно претворено у стамбене објекте са низом малих џамија пре него што је султан Ахмед I срушио остатке палате Дафне и Катизма да би саградио џамију Султана Ахмеда и њене суседне зграде. Место Велике палате почело је да се истражује крајем 19. века, а пожар почетком 20. века открио је део Велике палате. На овом месту пронађене су затворске ћелије, многе велике просторије, а можда и гробнице.

### Ископавања
Прва ископавања извршили су француски археолози у палати Манганае између 1921. и 1923. године. Много већа ископавања извршио је Универзитет у Сент Ендрузу од 1935. до 1938. године. Даља ископавања су се одвијала под управом Дејвида Талбота Рајса од 1952. до 1954. године, која су открила део једне од југозападних зграда на Араста Базару. Археолози су открили спектакуларну серију зидних и подних мозаика који су сачувани у Музеју мозаика Велике палате.
Ископавања се настављају на другим местима, али до сада је ископано мање од једне четвртине укупне површине палате; тотално ископавање тренутно није изводљиво јер се већина палате тренутно налази испод Султан Ахмедове џамије и других зграда из отоманског доба.

## Опис
Палата се налазила у југоисточном углу полуострва где се налази Константинопољ, иза Хиподрома и Аја Софије. Научници сматрају да је палата била низ павиљона, слично као палата Топкапи из отоманског доба која ју је наследила. Укупна површина Велике палате премашила је 19.000 метара квадратних. Била је смештена је на стрмој падини брда која се спушта скоро 33 m (108 ft) од хиподрома до обале, што је захтевало изградњу великих подконструкција и сводова. Комплекс палате заузимао је шест различитих тераса које су се спуштале до обале.
Главни улаз у четврт палате била је капија Чалке (бронзана) на Аугустаиону . Аугустаион се налазио на јужној страни Аја Софије и ту је почињала главна градска улица Месе („Средња улица“). Источно од трга лежала је кућа Сената или палата Магнаура, где је касније био смештен Универзитет, а на западу Милион (ознака од које су мерена сва растојања) и стара Зевкипова купатила.
Непосредно иза капије Чаке, оријентисано ка југу, налазиле су се касарне дворске страже Палатина. После касарне налазила се сала за пријем 19 Акубита („Деветнаест кауча“), а затим палата Дафне, која је у рановизантијско време била главна царска резиденција. Садржала је октагон, цареву спаваћу собу. Из Дафне, пролаз је водио директно до издвојеног дела за цара (катизме) на хиподрому. Главна престона соба била је Хрисотриклинос, коју је саградио Јустин II, а проширио и обновио Василије I Македонац, са палатинском капелом Богородице са Фароса у близини. На северу се налазила палата Триконхос, коју је саградио цар Теофил и којој се приступало кроз полукружно предсобље познато као Сигма. Источно од Триконхоса лежала је раскошно украшена Nea Ekklesia („Нова црква“), коју је саградио Василије I, са пет позлаћених купола. Црква је опстала све до османског освајања. Коришћен је као магацин за барут и експлодирао је када га је ударио гром 1490. године. Између цркве и морских зидина налазило се поло игралиште Tzykanisterion.
Даље на југу, одвојено од главног комплекса, налазила се приморска палата Букелеон. Подигао ју је Теофил, уградивши делове морских зидина, и у великој мери се користио до 13. века, посебно за време Латинског царства (1204–1261) чији су католички цареви из западне Европе фаворизовали приморску палату. Капија окренута ка мору омогућавала је директан приступ царској луци Букелеон.